# 石筋草
石筋草（学名：Pilea plataniflora）是荨麻科冷水花属的植物。分布在越南、台湾岛以及中国大陆的湖北、四川、云南、海南、贵州、广西、甘肃、陕西等地，生长于海拔200米至2,400米的地区，见于半阴坡路边灌丛中石上、石缝内或疏林下湿润处，目前尚未由人工引种栽培。

## 别名
蛇踝节（云南俗名） 石稔草（广西植物名录） 全缘冷水花（海南植物志） 西南冷水花（中国高等植物图鉴） 六月冷（湖北巴东） 血桐子草（四川东部） 恒春冷水麻、歪叶冷水麻（台湾植物志）

## 异名
- Pilea kankaoensis Hayata
- Pilea taitoensis Hayata

## 延伸阅读
[在维基数据编辑]
 《植物名實圖考·石筋草》，出自吳其濬《植物名實圖考》